# Президент на Словакия
Президентът на Словакия е държавен глава на страната и има представителни функции. Договаря и ратифицира международни договори, приема, изпраща, отзовава и акредитира дипломатически мисии, назначава и отзовава министър-председателя, свиква Народното събрание. Той е главнокомандващ на войската.
Избира се за период от 5 години на общи избори, провеждани в два тура. Печели кандидатът с повече от 50% от действителните гласове. Изключение прави първият президент на Словакия Михал Ковач, избран от Словашкия парламент.
Настоящият президент на Словакия е Петер Пелегрини, чийто мандат започва на 15 юни 2024 г.
Следва списък на президентите на Словакия и на лицата, изпълнявали през годините президентски пълномощия.

## Първа словашка република (1939 – 1945)
- Йозеф Тисо Изпълнява президентски пълномощия от 14 март 1939 до 26 октомври 1939 г.
- Йозеф Тисо Президент от 26 октомври 1939 – април 1945.

## Словашка република(от 1993)
| № | Портрет     | Име на президента | от          | до                                                               | Номиниран от полит. партия        | Премиер (и) |
| - | ----------- | ----------------- | ----------- | ---------------------------------------------------------------- | --------------------------------- | --- |
| 1 |             | Михал Ковач       | 2 март 1993 | 2 март 1998                                                      | Движение за демократична Словакия | Владимир Мечияр (1993 – 1994) Йозеф Моравчик (1994 – 1994) Владимир Мечияр (1994 – 1998)                                                         |
| 2 |             | Рудолф Шустер     | 15 юни 1999 | 15 юни 2004                                                      | Партия на гражданското съгласие   | Микулаш Дзуринда |
| 3 |             | Иван Гашпарович   | 15 юни 2004 | 15 юни 2009                                                      | Движение за демокрация            | Микулаш Дзуринда (1998 – 2006) Роберт Фицо (2006 – 2010) Ивета Радичова (2010 – 2012) Роберт Фицо (2012)                                         |
| 3 | 15 юни 2009 | Иван Гашпарович   | 15 юни 2014 | Граждански кандидат с подкрепата на Посока – социална демокрация |                                   | Микулаш Дзуринда (1998 – 2006) Роберт Фицо (2006 – 2010) Ивета Радичова (2010 – 2012) Роберт Фицо (2012)                                         |
| 4 |             | Андрей Киска      | 15 юни 2014 | 15 юни 2019                                                      | Граждански кандидат               | Роберт Фицо (2012 – 2018) Петер Пелегрини (2018 – 2020)                                                                                          |
| 5 |             | Зузана Чапутова   | 15 юни 2019 | 15 юни 2024                                                      | независима                        | Петер Пелегрини (2018 – 2020) Игор Матович (2020 – 2021) Едуард Хегер (2021 – 2023) Людовит Одор (15.05.2023 – 25.10.2023) Роберт Фицо (2023 – ) |
| 6 |             | Петер Пелегрини   | 15 юни 2024 | мандатът свършва на 15 юни 2027 г.                               | Посока – социална демокрация      | Роберт Фицо (2023 –) |

Министър-председатели на Словакия и Председатели на Словашкия парламент, изпълнявали президентски правомощия 
 (т.е. служебни президенти):
- Владимир Мечияр – от 1 януари 1993 до 2 март 1993
- Владимир Мечияр – от 2 март 1998 до 30 октомври 1998 и Иван Гашпарович, от 14 юли 1998 до 30 октомври 1998
- Микулаш Дзуринда – от 30 октомври 1998 до 15 юни 1999 и Йозеф Мигаш, от 30 октомври 1998 до 15 юни 1999

## Забележки
- Няма юридическа правоприемственост между днешната Словашка република и марионетния режим на Първата словашка република (1939 – 1945) през Втората световна война.
- Има пряка юридическа правоприемственост между днешната Словашка република и бивша Чехословакия.